# Ippotoo
Ippotoo (in greco antico: Ἱπποθόων?, Hippothóōn) è un personaggio della mitologia greca, figlio di Alope e di Poseidone e padre di Epito.

## Mitologia
La sua nascita fu nascosta dalla madre poiché temeva le reazioni del padre (Cercione) e così ancor piccolo, e vestito con un panno appartenuto alla madre fu portato su una montagna da una nutrice e lì abbandonato. 

Ritrovato da un pastore mentre veniva allattato da una cavalla, fu portato in paese dove più di una persona notò il panno e dove il primo pastore dette il bambino ad un altro pastore poiché questi lo allevasse. 

Ippotoo aveva quindi trovato una casa ma il primo pastore volle tenere anche il panno e così i due pastori iniziarono a litigare fino a quando decisero di presentarsi dal re e risolvere così la propria divergenza. 

Cercione volle vedere quel panno e riconoscendolo indagò sul perché fosse finito in possesso di due pastori e così la nutrice coinvolta confessò ed il re ordinò che sua figlia venisse murata viva e che il bambino fosse di nuovo esposto alle intemperie della montagna e dove ancora una volta la cavalla si prese cura di lui.
Di nuovo il bambino fu trovato da un altro pastore che si prese cura di lui e lo crebbe e quando in seguito Teseo uccise Cercione, mise Ippotoo sul trono di Arcadia come legittimo re.
Dopo la morte di Ippotoo, gli succedette il figlio Epito.